# Judith Kappert
Judith Kappert (9 mei 1997) is een Nederlands voetbalster die uitkomt voor Oranje Nassau Groningen.

## Carrièrestatistieken
| Seizoen                        | Club            | Land            | Competitie          | Competitie | Competitie | Beker | Beker | Internationaal | Internationaal | Overig | Overig | Totaal | Totaal |
| Seizoen                        | Club            | Land            | Competitie          | Wed.       | Dlp.       | Wed.  | Dlp.  | Wed.           | Dlp.           | Wed.   | Dlp.   | Wed.   | Dlp.   |
| ------------------------------ | --------------- | --------------- | ------------------- | ---------- | ---------- | ----- | ----- | -------------- | -------------- | ------ | ------ | ------ | ------ |
| 2014/15                        | PEC Zwolle      | Nederland       | Women's BeNe League | 1          | 0          | 0     | 0     | –              | –              | –      | –      | 1      | 0      |
| Carrière totaal                | Carrière totaal | Carrière totaal | Carrière totaal     | 1          | 0          | 0     | 0     | 0              | 0              | 0      | 0      | 1      | 0      |
| Bijgewerkt tot 25 januari 2015 |                 |                 |                     |            |            |       |       |                |                |        |        |        |        |